# Cuando nadie nos ve
Cuando nadie nos ve es una serie de televisión por internet española de thriller creada por Daniel Corpas para Max. Está producida por Zeta Studios y protagonizada por Maribel Verdú, Mariela Garriga y Austin Amelio. Tuvo su estreno en Max el 7 de marzo de 2025, finalizando su emisión el 25 de abril de 2025.

## Trama
Durante la Semana Santa de 2024 en el pueblo sevillano de Morón de la Frontera, Lucía Gutiérrez (Maribel Verdú), una sargento de la Guardia Civil, investiga el insólito suicidio de un vecino y unos extraños sucesos acaecidos en la primera procesión de Semana Santa. Por su parte, Magaly Castillo (Mariela Garriga), una agente especial del ejército de Estados Unidos, y el sargento Andrew Taylor (Austin Amelio) son enviados a la base militar cerca de Morón para averiguar el paradero de un soldado americano desaparecido que parece estar relacionado con los negocios ocultos del Coronel Seamus Hoopen (Ben Temple), máximo responsable de la base área. Enseguida, todos descubren que ambas investigaciones están conectadas y que el caso es más complejo de lo que inicialmente habían supuesto.

## Reparto

### Reparto principal
- Maribel Verdú como Lucía Gutiérrez
- Mariela Garriga como Magaly Castillo
- Austin Amelio como Sargento Andrew Taylor
- Dani Rovira como Víctor Martín
- Ben Temple como Coronel Seamus Hoopen

### Reparto secundario
- Abril Montilla como María Yagüe (Episodio 1 - Episodio 4; Episodio 6 - Episodio 8)
- Lucía Jiménez como Macarena (Episodio 1 - Episodio 4; Episodio 6 - Episodio 8)
- Óscar Higares como Hipólito Núñez (Episodio 1 - Episodio 4; Episodio 6 - Episodio 8)
- Jorge Suquet como Antonio Jiménez (Episodio 1; Episodio 5)
- María Alfonsa Rosso como Carmen (Episodio 1 - Episodio 4; Episodio 6 - Episodio 7)
- Numa Paredes como Claudia (Episodio 1 - Episodio 4; Episodio 6 - Episodio 8)
- Carlos Beluga como Leiva (Episodio 1 - Episodio 4; Episodio 6 - Episodio 8)
- Juanfra Juárez como Olarte (Episodio 1 - Episodio 2; Episodio 4; Episodio 7 - Episodio 8)
- Eloy Azorín como Ramón (Episodio 1; Episodio 3 - Episodio 4; Episodio 7 - Episodio 8)
- Dani Téllez como Roberto Navas (Episodio 2 - Episodio 8)
- Virginia de Morata[a] como Ana Cepeda (Episodio 1 - Episodio 4; Episodio 7 - Episodio 8)
- Joe Manjón como Miles Johnson (Episodio 5)
- Andrew Tarbet como Ethan Taylor (Episodio 5)
- Lorca Prada como Samuel (Episodio 5)
- Enrique Martínez[b] como Pollito (Episodio 2; Episodio 5; Episodio 7)
- Rebeca Jiménez[c] como Rosa (Episodio 1 - Episodio 2; Episodio 4; Episodio 6; Episodio 8)

### Reparto recurrente
- Juan Carlos Villanueva como Teniente Canales (Episodio 1 - Episodio 4; Episodio 6; Episodio 8)
- Paco Pozo como Rubén (Episodio 1 - Episodio 4; Episodio 6 - Episodio 8)
- Michael John Treanor como Soldado Andersen (Episodio 1 - Episodio 4)
- Ángela Vega como Rogelia (Episodio 1; Episodio 4 - Episodio 5)
- Pepe Sevilla como Rafa (Episodio 1; Episodio 3 - Episodio 5)
- Rob McLaughlin como Mckenzie (Episodio 1 - Episodio 2; Episodio 4 - Episodio 5; Episodio 7)
- Antonio Estrada como Miguel (Episodio 1; Episodio 6 - Episodio 7)
- Daniel John Silva como Soldado Miller (Episodio 1; Episodio 5; Episodio 7)
- Luis Arroyo como Héctor (Episodio 2; Episodio 4; Episodio 6)
- Ana María Vivancos como Emilia Navas (Episodio 3 - Episodio 4; Episodio 6 - Episodio 7)
- Carmen Daza como Vanessa (Episodio 3; Episodio 5 - Episodio 6)

### Reparto invitado
- Manuel Domínguez Fahuno como Salvador Luque (Episodio 1)
- Lupe Cartié como Elena Fuentes (Episodio 1)
- Loles Gutiérrez como Madre de Salvador (Episodio 1)
- Fran Burgos como Soldado Norman Wilson (Episodio 1)
- Pepa Gracía como Julia (Episodio 2)
- Antonio Araque como Francisco Chacón (Episodio 3)
- Aida Santos como Rocío (Episodio 3)
- Alejandra Cid como Carmela (Episodio 3; Episodio 5)
- Iñigo Núñez como Mariano (Episodio 3; Episodio 5)
- Rafa Castillo como Matías (Episodio 3; Episodio 5)
- Alba Martín como Sara (Episodio 3)
- Pilar Nogales como Elisa (Episodio 3)
- Ana López Segovia como Jueza Requena (Episodio 4; Episodio 8)
- Alicia Moruno como Madre de Pablo (Episodio 5 - Episodio 6)
- Mario Plágaro como Luis (Episodio 7)
- Marco Aurelio como Manuel (Episodio 7)

Notas
1. ↑  Virginia de Morata es acreditada en el reparto secundario en el tercer y octavo episodios.
2. ↑  Enrique Martínez es acreditado en el reparto secundario en el quinto episodio.
3. ↑  Rebeca Jiménez es acreditada en el reparto secundario en el sexto episodio.

## Episodios
| N.º | Título                      | Dirigido por   | Escrito por                                                                                      | Fecha de lanzamiento original |
| --- | --------------------------- | -------------- | ------------------------------------------------------------------------------------------------ | ----------------------------- |
| 1   | «Domingo de Ramos»          | Enrique Urbizu | Arturo Ruiz, Luis Caballero y Daniel Corpas Hansen                                               | 7 de marzo de 2025            |
| 2   | «Lunes Santo»               | Enrique Urbizu | Arturo Ruiz, José Antonio Valverde, Luis Caballero y Daniel Corpas Hansen                        | 14 de marzo de 2025           |
| 3   | «Martes Santo»              | Enrique Urbizu | Arturo Ruiz, Germán Aparicio, Isabel Sánchez Castro, Luis Caballero y Daniel Corpas Hansen       | 21 de marzo de 2025           |
| 4   | «Miércoles Santo»           | Enrique Urbizu | Arturo Ruiz, Germán Aparicio, Isabel Sánchez Castro, Luis Caballero y Daniel Corpas Hansen       | 28 de marzo de 2025           |
| 5   | «El sargento Andrew Taylor» | Enrique Urbizu | Arturo Ruiz, Germán Aparicio y Luis Caballero                                                    | 4 de abril de 2025            |
| 6   | «Jueves Santo»              | Enrique Urbizu | José Antonio Valverde, Isabel Sánchez Castro, Arturo Ruiz, Luis Caballero y Daniel Corpas Hansen | 11 de abril de 2025           |
| 7   | «Viernes Santo I»           | Enrique Urbizu | Germán Aparicio, Arturo Ruiz, Luis Caballero y José Antonio Valverde                             | 18 de abril de 2025           |
| 8   | «Viernes Santo II»          | Enrique Urbizu | Luis Caballero, Arturo Ruiz, José Antonio Valverde y Germán Aparicio                             | 25 de abril de 2025           |

## Producción
El 27 de junio de 2023, HBO Max anunció que estaba desarrollando una adaptación a serie de la novela Cuando nadie nos ve de Sergio Sarria, la cual estaría producida por Zeta Studios. En febrero de 2024, se anunció que el rodaje de la serie había comenzado en Madrid bajo la dirección de Enrique Urbizu, con Maribel Verdú, Mariela Garriga, Austin Amelio, Ben Temple y Dani Rovira como protagonistas. En abril de 2024, el rodaje de la serie se trasladó a Morón de la Frontera, el pueblo donde la serie está ambientada, donde concluyó en mayo de 2024. Además de Madrid y Morón de la Frontera, algunas escenas también se rodaron en otras localidades de Andalucía.

## Lanzamiento y marketing
El 3 de febrero de 2025, Max lanzó el tráiler de Cuando nadie nos ve, y programó su estreno en la plataforma para el 7 de marzo de 2025, con la intención de estrenar un capítulo por semana.